# Bikini Frankenstein
Bikini Frankenstein ist ein US-amerikanischer Erotikfilm des Regisseurs Fred Olen Ray unter dem Pseudonym Nicholas Medina, der 2010 als Fernsehproduktion für die Senderkette Cinemax gedreht wurde. Er basiert auf dem Roman Frankenstein von Mary Shelley.

## Handlung
Dr. Victor Frankenstein verliert seine Berufung als Hochschullehrer, nachdem er mit der Cheerleaderin Debbie, der Tochter des Dekans Van Sloene, Sex hatte. Danach zieht er sich in seine Heimat Transsylvanien zurück, wo er mit seiner Assistentin Ingrid seine Forschungen vorantreibt. Nach 5 Jahren gelingt es ihm schließlich, den toten Körper einer Frau namens Eve mithilfe der Energie eines Gewitters zum Leben zu erwecken. Er reist mit ihr nach Amerika zurück, um seine ehemaligen Kollegen Van Sloane und Dr. Waldman sowie insbesondere seinen Rivalen Clyde mitsamt seiner Frau Claudia zu beeindrucken. Nachdem er Eve zuerst als Schwester von Ingrid vorstellt, offenbart er letztlich die wahre Natur der Frau als Ergebnis seines Experiments. Während einer finalen homoerotischen Szene, bei der alle drei anwesenden Frauen beteiligt sind, explodiert Eve aufgrund der zu großen Erregung.

## Hintergrund
Produziert wurde der Film von der Produktionsgesellschaft Retromedia Entertainment. Er wurde ab Sommer 2010 mehrfach zu festen Uhrzeiten und „on demand“ bei der Senderkette Cinemax ausgestrahlt.
Auf DVD wurde er am 19. Januar 2010 veröffentlicht.
Erste Hinweise auf einen Film namens „Bikini Frankenstein“ gab es im Film „Bikini Airways“ desselben Regisseurs. Jedoch erschien lange Zeit kein solcher Film und der Titel wurde als Scherz abgetan. Bedingt durch die hohe Nachfrage an Filmen durch Cinemax ging Fred Olen Ray alte Konzepte erneut durch und entschied schließlich, dass „Bikini Frankenstein“ schließlich doch realisierbar sei. Gedreht wurde der Film zeitgleich mit „Twilight Vamps“, was sich auch in einer Vielzahl personeller Überschneidungen bemerkbar macht.

## Rezeption
Während Dr. Gore Jayden Coles Leistung besonders hervorhebt, bewertet Mitch Lovell von The Video Vacuum selbige als schwach im Vergleich zu Christine Nguyen und Brandin Rackley. Insbesondere Letztere lobt er für ihre überzeugende Darstellung der Rolle auch während der Sex-Szenen. Tars Tarkas vergibt für den Film 8 von 10 Punkten und Obscure Horror bewertet ihn als „lustigen, unterhaltsamen Film mit einigen großartigen Schauspielern und zahllosen Softcore-Sexszenen“.
HK and Cult Film News schließlich lobt besonders die Anspielungen auf frühere Frankenstein-Verfilmungen sowie die Musik und die Cinematografie.